# Chiliadenus
 Chiliadenus   Cass., 1825 è un genere di piante angiosperme dicotiledoni della famiglia delle Asteraceae, sottofamiglia Asteroideae, tribù Inuleae e sottotribù Inulinae.

## Etimologia
Il nome scientifico del genere è stato definito dal botanico Alexandre Henri Gabriel de Cassini (1781-1832) nella pubblicazione " Dictionnaire des Sciences Naturelles, dans lequel on traite méthodiquement des différens êtres de la nature, considérés soit en eux-mêmes, d'aprés l'état actuel de nos connoissances, soit relativement à l'utilité quén peuvent retirer la médecine, l'agriculture, le commerce et les arts. Strasbourg. Edition 2" ( Dict. Sci. Nat., ed. 2. [F. Cuvier] 34: 34) del 1825.

## Descrizione

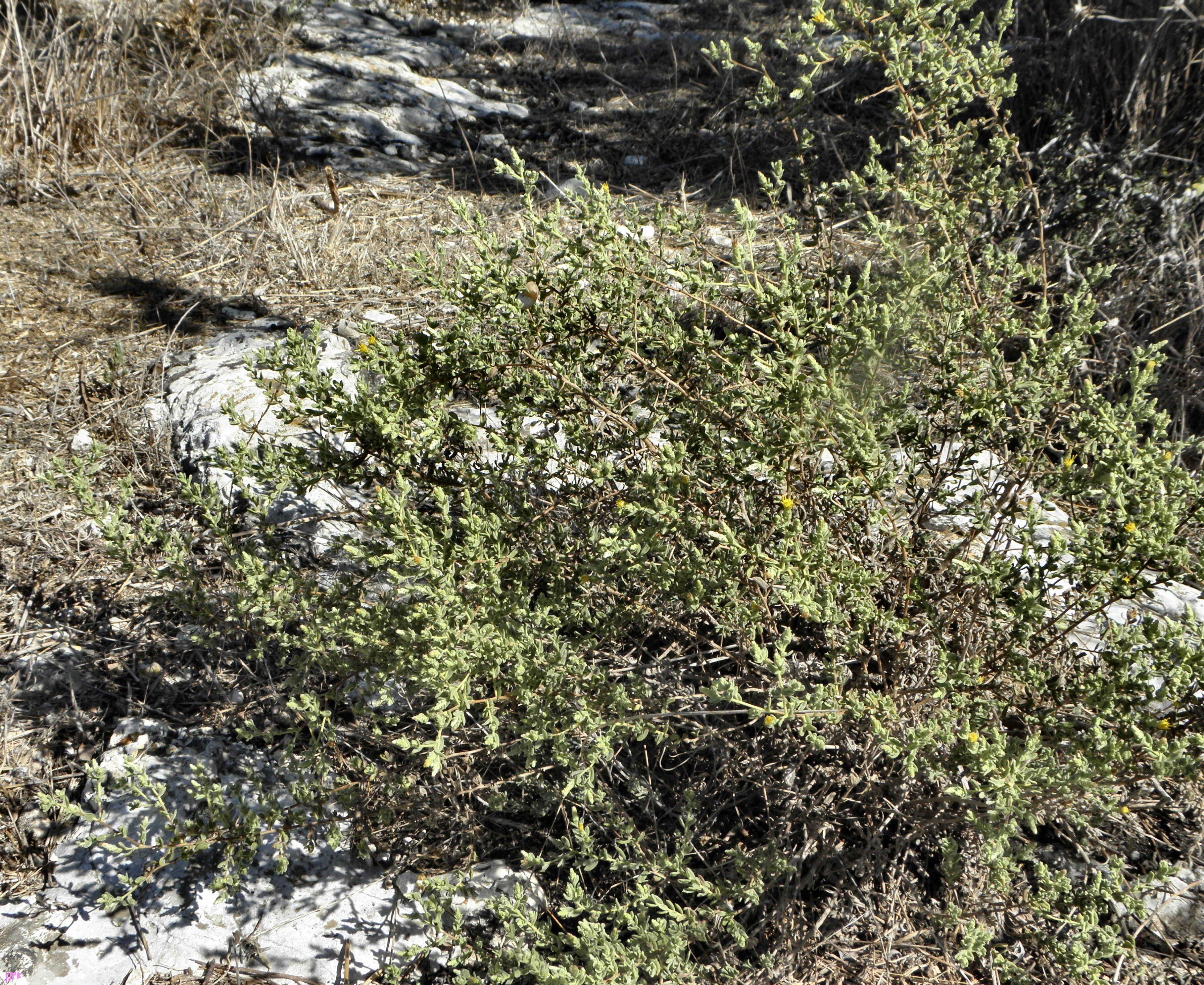
Il portamento
Chiliadenus iphionoides

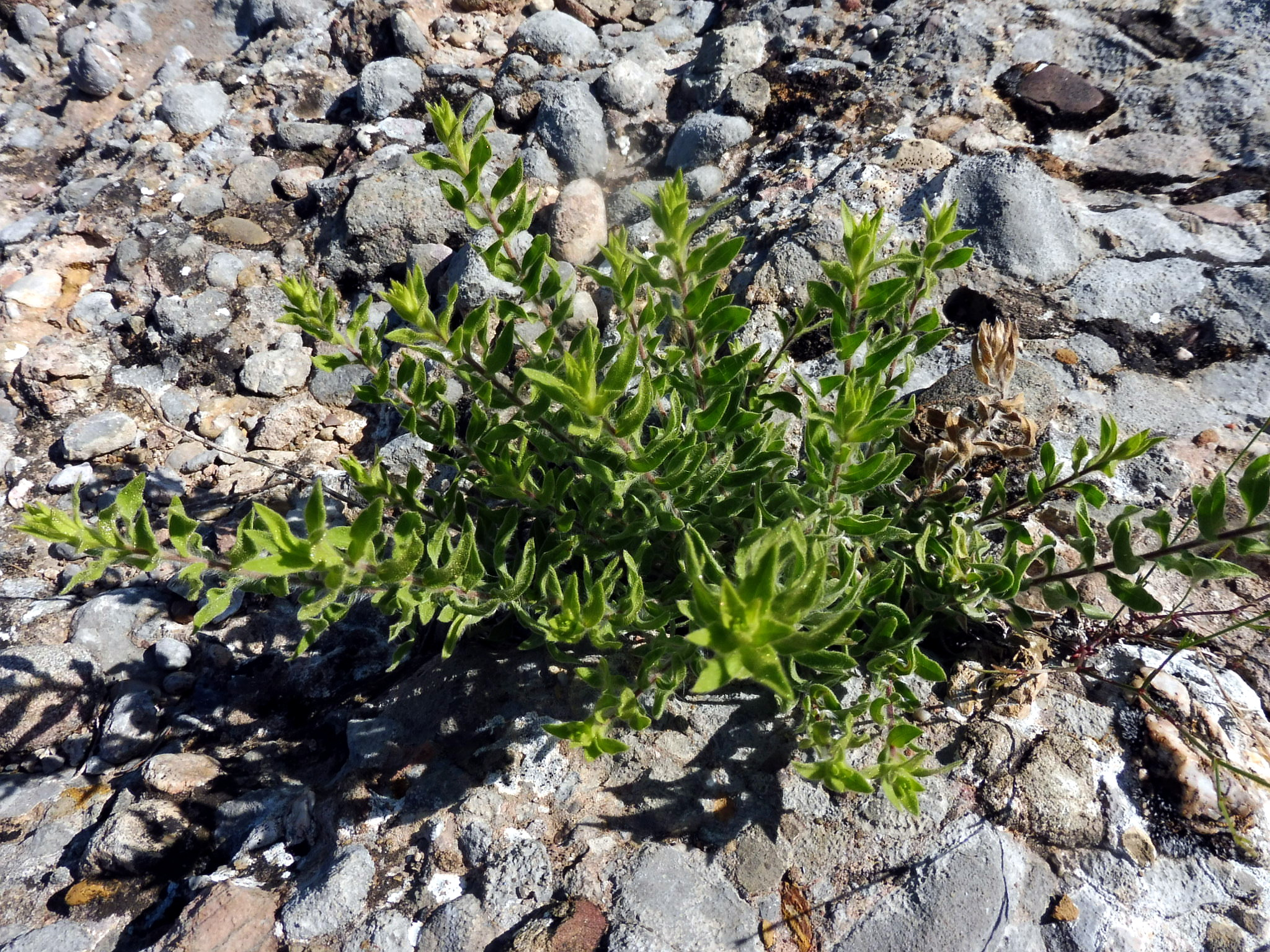
Le foglie
Chiliadenus glutinosus

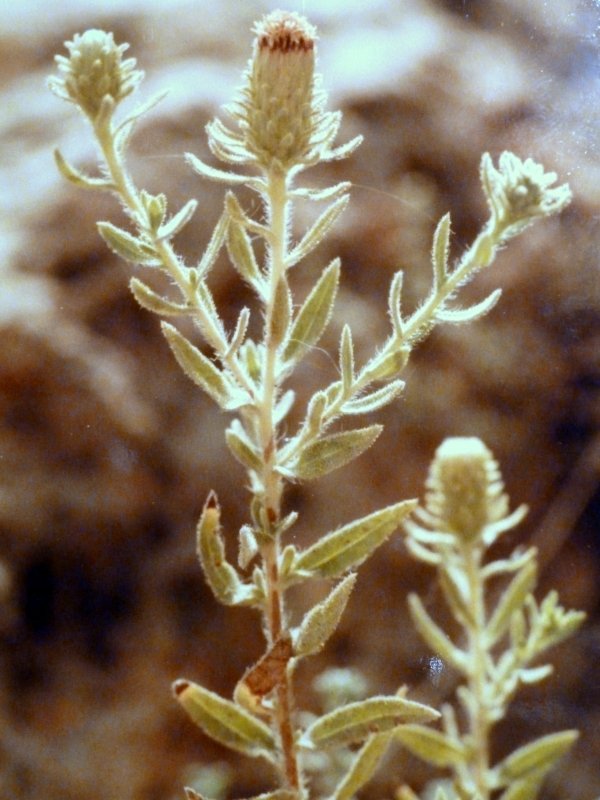
Infiorescenza
Chiliadenus glutinosus

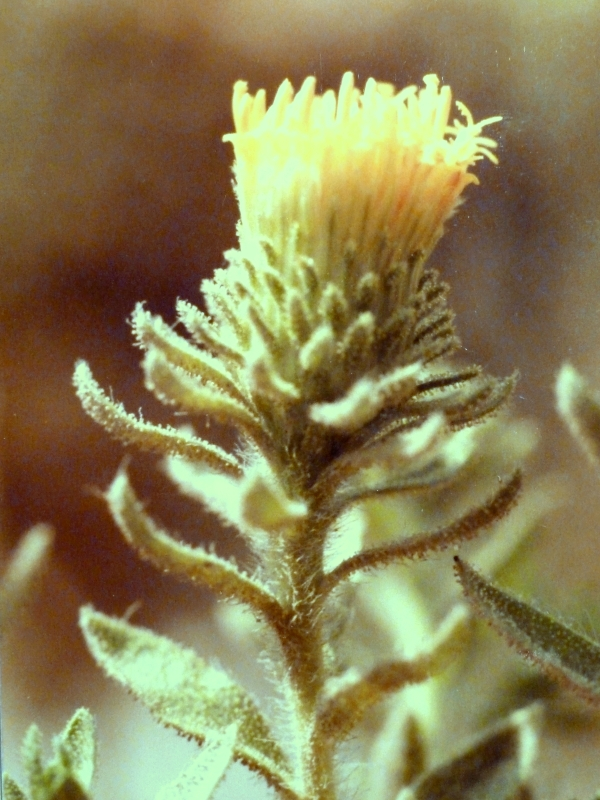
I fiori
Chiliadenus glutinosus

Portamento. Le specie di questo genere sono subarbusti o erbe perenni.
Fusto. La parte sotterranea del fusto consiste prevalentemente in rizomi. Generalmente il floema è privo di strati fibrosi; inoltre sono assenti i tessuti latticiferi.
Foglie. Le foglie lungo il caule sono disposte in modo alternato e sono sessili. La lamina può essere semplice con forme da ovate a lanceolate e con bordi interi, seghettati o dentati. Le superfici sono ghiandolose e pubescenti.
Infiorescenza. Le infiorescenze sono formate da capolini solitari o in formazioni corimbose. I capolini sono di tipo discoide omogamo e sono formati da un involucro composto da brattee disposte in modo embricato al cui interno un ricettacolo fa da base ai fiori ligulati periferici (qui assenti) o fiori del raggio e ai fiori tubulosi quelli centrali o del disco. L'involucro può essere cilindrico, campanulato o a forma di coppa. Le brattee sono disposte generalmente su più righe; hanno consistenza erbacea o cartilaginea, ma senza margini ialini; gli stereomi non sono divisi. Il ricettacolo crestato è privo di pagliette (a protezione della base dei fiori).
Fiori.  I fiori sono tetra-ciclici (formati cioè da 4 verticilli: calice – corolla – androceo – gineceo) e pentameri (calice e corolla formati da 5 elementi). Si distinguono in:
- fiori del raggio (esterni): sono assenti;
- fiori del disco (centrali): sono più numerosi con forme brevemente tubulose (attinomorfe); sono ermafroditi e fertili.

- Formula fiorale:

*/x K {\displaystyle \infty }, [C (5), A (5)], G 2 (infero), achenio
- Calice: i sepali del calice sono ridotti ad una coroncina di squame.

- Corolla: (solamente fiori del disco) la forma è tubulare bruscamente divaricata in 4-5 brevi lobi; il colore è giallo.

- Androceo: l'androceo è formato da 5 stami sorretti da filamenti generalmente liberi; gli stami sono connati e formano un manicotto circondante lo stilo; le teche (produttrici del polline) sono troncate e minutamente speronate. La base delle antere può essere lunga o corta con code ramificate. Il tessuto dell'endotecio è a forma radiata o polarizzata. Le cellule del collare dei filamenti sono piatte o di tipo mammelloso.

- Gineceo: il gineceo ha un ovario uniloculare infero formato da due carpelli.[4] Lo stilo è unico e con due stigmi nella parte apicale. Gli stigmi spesso sono provvisti di peli acuti che terminano sopra la biforcazione senza raggiungerla. Le superfici stigmatiche confluiscono all'apice, mentre alla base sono separate in due distinte linee (lignee stigmatiche marginali[6]). Il polline è spinuloso.

Frutti. I frutti sono degli acheni con pappo. Gli acheni in genere sono provvisti di 5 fasci vascolari; la forma è ellissoide, spiralata o a sezione triangolare, spesso con coste sclerenchimatiche. Talvolta sono presenti dei condotti o delle cavità resinose. La superficie è glabra o ricoperta da peli ghiandolari. L'epidermide dell'achenio è provvista di grandi cristalli di ossalato di calcio, oppure di cristalli simili alla sabbia, oppure ne è priva. Il pappo è formato setole capillari, o setole capillari miste a piccole squame o larghe squame sole. 

## Biologia
Impollinazione: l'impollinazione avviene tramite insetti (impollinazione entomogama tramite farfalle diurne e notturne).

Riproduzione: la fecondazione avviene fondamentalmente tramite l'impollinazione dei fiori (vedi sopra).

Dispersione: i semi (gli acheni) cadendo a terra sono successivamente dispersi soprattutto da insetti tipo formiche (disseminazione mirmecoria). In questo tipo di piante avviene anche un altro tipo di dispersione: zoocoria. Infatti gli uncini delle brattee dell'involucro (se presenti) si agganciano ai peli degli animali di passaggio disperdendo così anche su lunghe distanze i semi della pianta. Inoltre per merito del pappo (se presente) il vento può trasportare i semi anche a distanza di alcuni chilometri (disseminazione anemocora).

## Distribuzione e habitat
Le specie di questo genere sono distribuite in modo discontinuo in Africa settentrionale, Europa occidentale/mediterranea e Asia occidentale.

## Sistematica
La famiglia di appartenenza di questa voce (Asteraceae o Compositae, nomen conservandum) probabilmente originaria del Sud America, è la più numerosa del mondo vegetale, comprende oltre 23.000 specie distribuite su 1.535 generi, oppure 22.750 specie e 1.530 generi secondo altre fonti (una delle checklist più aggiornata elenca fino a 1.679 generi). La famiglia attualmente (2021) è divisa in 16 sottofamiglie; la sottofamiglia Asteroideae è una di queste e rappresenta l'evoluzione più recente di tutta la famiglia.

### Filogenesi
La tribù Inuleae (comprendente le Inulinae) è una delle 21 tribù della sottofamiglia Asteroideae). Da un punto di vista filogenetico, la tribù Inuleae, all'interno della sottofamiglia, fa parte del gruppo "Helianthodae". La sottotribù Inulinae è caratterizzata dalla particolare pubescenza dello stilo e dagli acheni con cristalli di ossalato di calcio.
I caratteri distintivi del genere sono:
- i capolini sono di tipo discoide;
- le brattee involucrali interne sono scariose e cigliate all'apice.

Il numero cromosomico delle specie di questo genere è: 2n = 16 e 18.

### Elenco delle specie
Questo genere ha 10 specie:
- Chiliadenus antiatlanticus (Emb. & Maire) Gómiz
- Chiliadenus bocconei  Brullo
- Chiliadenus candicans  (Delile) Brullo
- Chiliadenus glutinosus  (L.) Fourr.
- Chiliadenus hesperius  (Maire & Wilczek) Brullo
- Chiliadenus iphionoides  (Boiss. & C.I.Blanche) Brullo
- Chiliadenus lopadusanus  Brullo
- Chiliadenus montanus  (Vahl) Brullo
- Chiliadenus rupestris  (Pomel) Brullo
- Chiliadenus sericeus  (Batt. & Trab.) Brullo

### Sinonimi
Sono elencati alcuni sinonimi per questa entità:
- Blanchea Boiss.

### Specie spontanee italiane
Elenco delle specie presenti in Italia:
- Chiliadenus bocconei Brullo
- Chiliadenus lopadusanus  Brullo
- Chiliadenus glutinosus  (L.) Fourr.

In dettaglio:
- 1A: le foglie sono larghe 3-4 mm; questa specie si trova principalmente in Sicilia;

Chiliadenus lopadusanus  Brullo - Incensaria di Lampedusa: l'altezza massima della pianta è di 2-4 dm; il ciclo biologico è perenne; la forma biologica è camefita fruticosa (Ch frut); il tipo corologico è Endemico; l'habitat tipico sono i pendii aridi e sassosi; in Italia è una specie rara e si trova solamente al Sud.
- 1B: le foglie sono larghe 4-10 mm; questa specie si trova principalmente nell'isola di Malta;

Chiliadenus bocconei  Brullo - Incensaria di Malta: l'altezza massima della pianta è di 2-4 dm; il ciclo biologico è perenne; la forma biologica è camefita fruticosa (Ch frut); il tipo corologico è Endemico; si trova nell'isola di Malta.
Nella pubblicazione "Flora d'Italia", la specie Chiliadenus glutinosus è indicata come sinonimo di C. bocconei.